# Bruce Abbott
Bruce Paul Abbott (28 de juliol de 1954, Portland, Oregon) és un actor americà. Ha aparegut en pel·lícules com Re-Animator, Bad Dreams, Àngels i dimonis 2 (The Prophecy 2), Out of Time, i Bride of Re-Animator, i la sèrie televisiva Dark Justice.
La carrera d'Abbott va començar com a ballarí/actor a l'Oregon Shakespeare Festival a Ashland (Oregon) on es va estar tres temporades a finals de la dècada de 1970. El 1980, Abbott es traslladava de Portland a Hollywood ("al mig de la vaga dels actors, i no coneixia ningú", recorda). Després, sortia com el dolent a la pel·lícula Tag: The Assassination Game. Coneixia la seva primera futura muller, Linda Hamilton a l'escenari. La unió portaria un fill, Dalton Bruce (4 d'octubre de 1989) (que va sortir a Terminator II com "Infant John Connor").
Bruce i Linda es divorciaven el 1989. Aquell mateix any, a Dallas, en l'escenari del telefilm Trapped, Abbott va conèixer l'actriu Kathleen Quinlan. Es casaven el 12 d'abril de 1994 i tenen un fill, Tyler Quinlan (17 d'octubre de 1990).
Durant la seva carrera, Abbott ha estat una estrella a moltes sèries de TV Murder She Wrote, Family Law, Diagnosis: Murder, i més. Tenia un paper recurrent en la sèrie The Net, basada en la pel·lícula del mateix títol que protagonitza Sandra Bullock.
Abbott és mig retirat d'actuar. És arquitecte i artista i treballa en la indústria de disseny. Ha dissenyat les seves dues últimes cases.

## Filmografia

### Cine
| Any  | Títol                        | Personatge                 | Notes        |
| ---- | ---------------------------- | -------------------------- | ------------ |
| 1982 | Tag: The Assassination Game  | Loren Gersh                |              |
| 1984 | The Last Starfighter         | Rylan Sargent              |              |
| 1985 | Re-Animator                  | Dan Cain                   |              |
| 1987 | Summer Heat                  | Jack Ruffin                |              |
| 1987 | Interzone                    | Swan                       |              |
| 1988 | Baja Oklahoma                | Dove Christian             |              |
| 1988 | Bad Dreams                   | Dr. Alex Karmen            |              |
| 1988 | Casual Sex?                  | Keith                      |              |
| 1989 | Bride of Re-Animator         | Dr. Dan Cain               |              |
| 1991 | Dillinger                    | Harry Pierpont             |              |
| 1995 | The Demolitionist            | Professor Jack Crowley     |              |
| 1995 | Black Scorpion               | Michael Russo              |              |
| 1998 | The Prophecy II              | Thomas Daggett             |              |
| 2002 | Trance                       | Taylor Black               |              |
| 2007 | Humble Pie                   | Captain Atticus            |              |
| 2009 | Adult Film: A Hollywood Tale | Presidente Brad            |              |
| 2010 | Eagles in the Chicken Coop   | Presidente Brad            |              |
| 2021 | Psycho Re-Animated           | Milton Arbogast / Dan Cain | Curtmetratge |

### Televisió
| Any       | Títol                    | Personatge              | Notes       |
| --------- | ------------------------ | ----------------------- | ----------- |
| 1982      | The Blue and the Gray    | Jake Hale Jr.           | Minisèrie   |
| 1985      | MacGyver                 | Major Nikolai Kossov    | 1 episodi   |
| 1988–1990 | Beauty and the Beast     | Devin Wells             | 2 episodis  |
| 1990      | Father Dowling Mysteries | Nick Moran              | 1 episodi   |
| 1991–95   | S'ha escrit un crim      | Diversos                | 3 episodis  |
| 1992–93   | Dark Justice             | Judge Nicholas Marshall | 44 episodis |
| 1994      | Diagnosis Murder         | Paul Madison            | 1 episodi   |
| 1998      | The Net                  | Walter Cizelski         | 4 episodis  |
| 2000–02   | Family Law               | Colin Andrews           | 4 episodis  |
| 2002      | UC: Undercover           | Edward Curtis           | 1 episodi   |